# Варнак (поема)
«Варнак» — ліро-епічна побутова поема Тараса Шевченка на розбійницьку тему, популярну в європейському фольклорі та літературному романтизмi. Написана ймовірно в січні-травні 1848 року в Орській фортеці; основний текст — автограф у Більшій книжці (ІЛ.-Ф.I.-N 67. — С.87-92). Порівняно з текстом Малої книжки (Москва, 19-25 березня 1858), автор доопрацював твір: увів вступ, посилив соціальний антагонізм образів, переніс дію з Київщини на Волинь (де діяв і Кармелюк), зняв деякі натуралістичні деталі, ушляхетнив образ «сім'ї» месників.

## Фабула
В основі фабули твору — мотиви насильства пана над кріпачкою, помсти ii нареченого-кріпака не лише <своєму> панові, але кріпосникам взагалі й покаяння та відродження запеклого розбійника. Поет ішов і від добре йому відомих реальних подій, відбитих у переказах про гайдамаків та опришків, про Устима Кармелюка й Гаркушу, і від літературно-романтичноі розбійницької тематики — романів Вальтера Скотта (зокрема, «Айвенго»), «Рінальдо Рінальдіні» Х. Вульпіуса, «Братів розбійників», «Дубровського» та «Капітанської дочки» О. Пушкіна, «Предания о Гаркуше» Г. Квітки-Основ'яненка, «Гаркуши, малороссийского разбойника» В. Наріжного, драм «Розбійники» й «Вільгельм Телль» Ф. Шіллера, поеми «Чернець» I. Козлова та ін. У цих творах Шевченка особливо приваблював широкий народний протест проти насильства й поневолення — тема, якій присвячено епопею «Гайдамаки». Від варнака з поеми «Москалева криниця» герой поеми «Варнак» різниться насамперед мотивом переростання особистої помсти в помсту за багатьох. Помста за особисту кривду для поета щонайменше проблематична. Його героїні, жертви панського насильства (Оксана в поемі «Слепая», Марина в однойменній поемі) вбивають пана-ґвалтівника захищаючись, а самозахист і опір — природні якості особистості, яка обстоює свою честь та гідність. Помсти прагне й божевільна Відьма в однойменній поемі (перший варіант твору мав назву «Осика»), але одужавши, по-християнськи прощає кривдника; так само чинять герої віршованого оповідання «Не спалося, а ніч, як море» та поеми «Меж скалами, неначе злодій»; не мститься Княжна (поема «Княжна»). Інакше стоїть справа боротьби за волю, міцно злютованої з соціальною помстою визискувачам, — у такій боротьбі гинуть і невинні. У поемі «Варнак» на чільне місце автор вперше висуває проблему «перетворення борця проти зла у кривавого месника, що сам уже сіє зло».

## Колізія поеми
Головна колізія поеми — психологічна: драма Варнака породжена його становищем невільника-кріпака; він прагне вирватись на волю, але пани не відпускають його — ані з кріпацтва, ані навіть до війська. Це драма людини, котра усвідомлює себе морально й інтелектуально вищою за своїх власників, але цілковито безправною, підвладною примхам людей розбещених та аморальних, на боці яких закон і влада. Такий лад сам породжує розбійництво серед доведених до відчаю кріпаків, а носії цього ладу — пани — сприймаються як нелюдське його породження. Тому Варнак, утвердившись на думці про нелюдськість панів, нищить їх як нечисть — «без милосердія і зла», аби змести з лиця землі. Однак поет не приймає такого шляху, бо страждають і невинні: помста породжує нові й нові злочини, а християнська етика забороняє помсту, — право на неї належить лише Богові («Мне отмщение, и аз воздам»). Тягар пролитої крові стає нестерпним для Варнака, і він збирається вбити себе. Тут виникає мотив розкаяного розбійника, поширений у народних переказах. Один з них Шевченко виклав у листі до М. О. Осипова від 20 травня 1856 р. як паралель до власної долі. Існуючі народні перекази публікували пізніше М. Драгоманов («Малорусские народные предания») та П. Куліш («Записки о Южной Руси»). Мотив розкаяння під впливом церковного дзвону маємо в «Фаусті» Гете, поемі «Чернець» I.Козлова. Майбутній Варнак, а натоді — розбійницький отаман, приходить до розкаяння й морального відродження, переживши релігійний екстаз, викликаний виглядом Киева з його золотими куполами у перших променях сонця й далеким гармонійним перегуком дзвонів: «Дивлюся,// Мов на небі висить // Святий Киів наш великий.// Святим дивом сяють // Храми Божі, ніби з самим // Богом розмовляють». Видиво було сприйняте героєм поеми як Боже чудо, як втручання Бога, щоб оновити його життя, як прояв вищої сили, гармонії, справедливості. Саме справедливість вимагала, щоб розбійник поніс покару за невинно пролиту кров, і він іде здатися владі й прийняти будь-який вирок.

## Композиція
Твір побудований як сповідь героя — старого варнака. Варнак — образ художній, реальний його прототип навряд чи існував. Про це свідчить запис Шевченка у щоденнику від 20 червня 1857 з приводу другої редакції поеми «Москалева криниця» (де теж виведено образ розкаяного вбивці) про те, що він надіслав Я. Кухаренкові листа «со вложением небывалого рассказа мнимого варнака под названием „Москалева криниця“».
Головне в розповідній композиції твору — оповідь варнака про своє життя й виховання, панську кривду, про свою помсту й каяття. Тональність образу варнака, яка виражає авторське ставлення до героя, задана вже в обрамленні поеми завдяки мотиву самоосуду героя: нещадно картаючи себе, він не сподівається на милосердя слухача й долі.

## Автобіографічні мотиви
Автобіографічні мотиви самотності, сирітства, пристрасного поривання на батьківщину психологічно вмотивовують авторове (розповідачеве) співпереживання: "Сивий брате! //Поки живе надія в хаті, // Нехай живе, Не виганяй: ". На певну спільність образів автобіографічного ліричного героя Шевченка й героя поеми «Варнак» вказує й образ нетопленої, покинутої хати-пустки, що метафорично символізує душу поета, випалену видовищем людських страждань (порівняймо ці розгорнуті метафори, що набули символічного змісту, у вірші «Заворожи мені, волхве» 1844, та в епілозі першої редакції поеми «Невольник»).
В оповіді про панську кривду, яка чинилася йому, ще малому слузі-козачку, що був живою іграшкою паненятам, виникае збірний образ панства — й надалі постійний об'єкт зненависті й зневаги оповідача.
Інакше малює Варнак збірний образ своєї ватаги барвами фольклорної символіки: хлопці знайшли собі нову хату — «Зелену хату і кімнату // У гаї темному. В лугах,// В степах широких, в байраках // Крутих, глибоких:. // Мене господарем обрали. // Сем'я моя щодень росла». Ці збірні образи полярно протистоять.
Загалом же поет не приймає ідею кривавої помсти. «Поет умів побачити невидиму для інших межу між правдою боротьби проти соціального і національного зла й оборони покривджених, з одного боку і між кривдою, та вже новою, заподіяною самим оборонцем-месником» (Іщук-Пазуняк Н. Там само). Герой чинить відповідно до християнської етики й зрештою, і як жертва кріпосництва, і як людина, що розкаялася й усім життям спокутувала свою, вимушену, провину, теж стає до ряду Шевченкових героїв-праведників, як Максим із «Москалевої криниці», старий козак із Степаном і Яриною в «Невольнику», безіменні герої поем "Якби тобі довелося: " та "Меж скалами, неначе злодій: ", Петрусь із однойменної поеми, чия праведність полягає в тихому героїзмі буденщини й самозреченні. Завершується цей ряд образом мученика Алкіда («Неофіти») та Йосипа-бондаря, i, нарешті, самого Ісуса Христа в поемі «Марія».

## Художні особливості
Мова оповідача поєднує особливості народної оповіді — інтонаційні, лексичні (розмовні, фольклорні) та особливості мови інтелігента, переважно русизми, подані як «чужа мова», іронічно («А паничів у гвардію Поопреділяла»; «возобновленнії покої»). Романтична гіперболізація розбійництва героя не суперечить реалістичному психологізмові твору. «Поема є романтичною і за сюжетом („розбійницький“ сюжет, мотив помсти), і за композицією й стилем („вершинність“, схвильовано-піднесений тон розповіді, всілякі романтичні надмірності в зображенні помсти народних месників панам), і за трактуванням образу героя (гіперболізація почуттів, мотив розчарування й <переродження> героя в фіналі твору). Водночас в поемі наявний реалістичний елемент — передусім у зображенні поміщицького побуту й панської моралі». Із принаймні трьох складових художньої системи поета, що творять лише йому притаманний синтез (просвітительського реалізму, сентименталізму, слов'янської модифікації романтизму), в поемі домінує романтизм, що виявляється в ідеалізації та гіперболізації образу героя, романтичній умовності, полярності персонажів, у мотивах розбійництва, помсти й розкаяння, вершинності композиції сюжету, ліричній манері розповіді, формі монологу-сповіді героя тощо.
В поемі фігурує образ Києва як Божого граду: «Святий Київ наш великий. Святим дивом сяють. Храми Божі, ніби з самим. Богом розмовляють.».

### Віршований розмір
Твір написано характерним для творів періоду заслання розміром, у якому поєднані чотиристопний ямб та 14-складовий вірш з перевагою першого. 14-складником же виділено особливо вагомі смислові й композиційні фрагменти. Глибинні семантичні структури простежуються як у контрастному зіставленні епізодів сюжету й полярності груп персонажів, так і в контрасті деталей та лексики, теж суто романтичному.

## Повість «Варнак»
Фабула поеми «Варнак», значно ширше розроблена сюжетно, лягла в основу повісті російською мовою «Варнак» (1853—1854). Образ Кирила вибудований в біографічному часі, де значне місце надане зображенню його виховання під опікою доброчесної панни Магдалени — втіленої святої Цецилії. Романтичний ореол безжального месника усунуто, й образ шляхетного розбійника переведено у сентиментальний ключ. Головний мотив поведінки Кирила — муки сумління, прагнення залишити ватагу й здатися владі, — що він, при підтримці Магдалени й своєї колишньої нареченої Марисі (теж втіленого ангела), й чинить. Мотиви поеми та образ розкаяного розбійника позначилися й на другій редакції поеми «Москалева криниця» (1857).

## Проблеми вивчення поеми
Твір досліджувався в річищі літературної розбійницької традиції та подібних фабульних мотивів у самого Шевченка (О. Багрій, 1930; Ю. Івакін, 1984); у плані виявленн християнської етики поета (С. Смаль-Стоцький, 1931; Н. Іщук-Пазуняк, 1991); з погляду марксистсько-ленінської соціології, коли завважувалася непослідовність у <революційних поглядах> Шевченка, його схиляння в бік християнської етики, що оцінювалося негативно (Ю. Івакін, 1968; Л. Кодацька, 1964); з текстологічного боку (Е. Ненадкевич, 1964; Ф. Ващук, 1964); у зіставленні з однойменною повістю (М. Марковський, 1928; Б. Навроцький, 1931; Л. Кодацька, 1964).